# Wuhan Street Circuit
Het Wuhan Street Circuit is een stratencircuit in de Chinese stad Wuhan, de hoofdstad van de provincie Hubei.

## Geschiedenis
Het Wuhan Street Circuit is gelegen rond het Wuhan Sports Center, een groot sportcomplex in de stad. Het stratencircuit werd voor het eerst gebruikt in 2017, toen het voorlaatste raceweekend van het Chinese Touring Car Championship (CTCC) in Wuhan gehouden werd. De races werden gewonnen door Robert Huff en Zhendong Zhang.
In 2018 werd op het circuit, naast het CTCC, het raceweekend uitgebreid met het TCR China Touring Car Championship en het Chinese Formule 4-kampioenschap, terwijl met de World Touring Car Cup (WTCR) het eerste internationale evenement werd aangetrokken. Het is het tweede Chinese evenement op de WTCR-kalender, nadat een week eerder ook al op het Ningbo International Circuit is gereden. De WTCR-races werden gewonnen door Jean Karl Vernay, Mehdi Bennani en Gordon Shedden.